# Peraspatangus
Peraspatangus is een geslacht van uitgestorven zee-egels uit de familie Brissidae.

## Soorten
- Peraspatangus brevis (Philip & Foster, 1971) † Vroeg-Mioceen, Victoria, Australië.
- Peraspatangus depressus (Philip & Foster, 1971) † Midden-Mioceen, Victoria, Australië.